# Halsou
Halsou település Franciaországban, Pyrénées-Atlantiques megyében. Lakosainak száma 605 fő (2022. január 1.). Halsou Cambo-les-Bains, Hasparren, Jatxou és Larressore községekkel határos.

## Népesség
A település népességének változása:
| Lakosok száma | 543  | 575  | 590  | 595  | 612  | 621  | 637  | 621  | 605  |
|               | 2013 | 2015 | 2016 | 2017 | 2018 | 2019 | 2020 | 2021 | 2022 |